# Gerstedt
Gerstedt war bis zum 30. September 1972 eine Gemeinde im Kreis Salzwedel im Bezirk Magdeburg, Deutsche Demokratische Republik.

## Geschichte
Am 1. Oktober 1939 erfolgte der Zusammenschluss der Gemeinden Groß Gerstedt und Klein Gerstedt aus dem Landkreis Salzwedel zur Gemeinde Gerstedt.
Im Jahre 1956 entstand die erste Landwirtschaftliche Produktionsgenossenschaft vom Typ III, die LPG „Altmark“. In der Gemeinde wurde 1960 eine landwirtschaftliche Nutzfläche 550 Hektar bewirtschaftet. Davon gehörten der LPG Typ III „Altmark“ 533 Hektar. Zusätzlich gab es 60 Hektar Wiesen und 73 Hektar Weiden. 1961 entstand die LPG Typ I „Wolfsmühle“, die 1969 gelöscht wurde. Die LPG Typ III „Altmark“ hatte 1971 28 Mitglieder. Sie wurde schon 1974 durch Zusammenschluss gelöscht.

### Eingemeindung
Am 1. Oktober 1972 erfolgte die Auflösung der Gemeinde Gerstedt durch Eingemeindung in Osterwohle. Die Ortsteile Groß Gerstedt und Klein Gerstedt kamen damit zu Osterwohle.

### Einwohnerentwicklung
| Jahr | Einwohner |
| ---- | --------- |
| 1946 | 324       |
| 1964 | 233       |